# Mollie Kyle
Mollie Kyle (também conhecida como Mollie Burkhart e Mollie Cobb; 1 de dezembro de 1886 – 16 de junho de 1937) foi uma mulher osage conhecida por sobreviver aos assassinatos dos indígenas osages. Ela ganhou destaque durante sua vida durante o julgamento de William King Hale devido à cobertura jornalística e ganhou destaque renovado no século XXI, quando foi retratada por Lily Gladstone no filme Killers of the Flower Moon (2023).
Ela nasceu na nação Osage em 1886 e foi forçada a frequentar uma escola católica, acabando por se converter. Ela se casou com Ernest Burkhart em 1917 e depois a maior parte de sua família foi assassinada em um esquema de herança liderado por Hale. Kyle, diabética, sobreviveu a uma tentativa de envenenamento e se divorciou de Ernest em 1926. Ela se casou novamente em 1928 e morreu em 1937.

## Juventude
Mollie Kyle nasceu em 1º de dezembro de 1886, na Nação Osage, território indígena (atual Condado de Osage, em Oklahoma), filha de James Cue Kyle e Lizzie Q. Kyle. Ela cresceu em Gray Horse e foi forçada a frequentar uma escola católica em Pawhuska. Ela era católica e falava inglês e osage. Na década de 1900, Mollie era rica devido ao seu direito Osage, mas foi considerada incapaz devido às leis federais que regulamentavam os nativos americanos, exigindo que ela tivesse um tutor legal nomeado.

## Assassinatos do povo osage

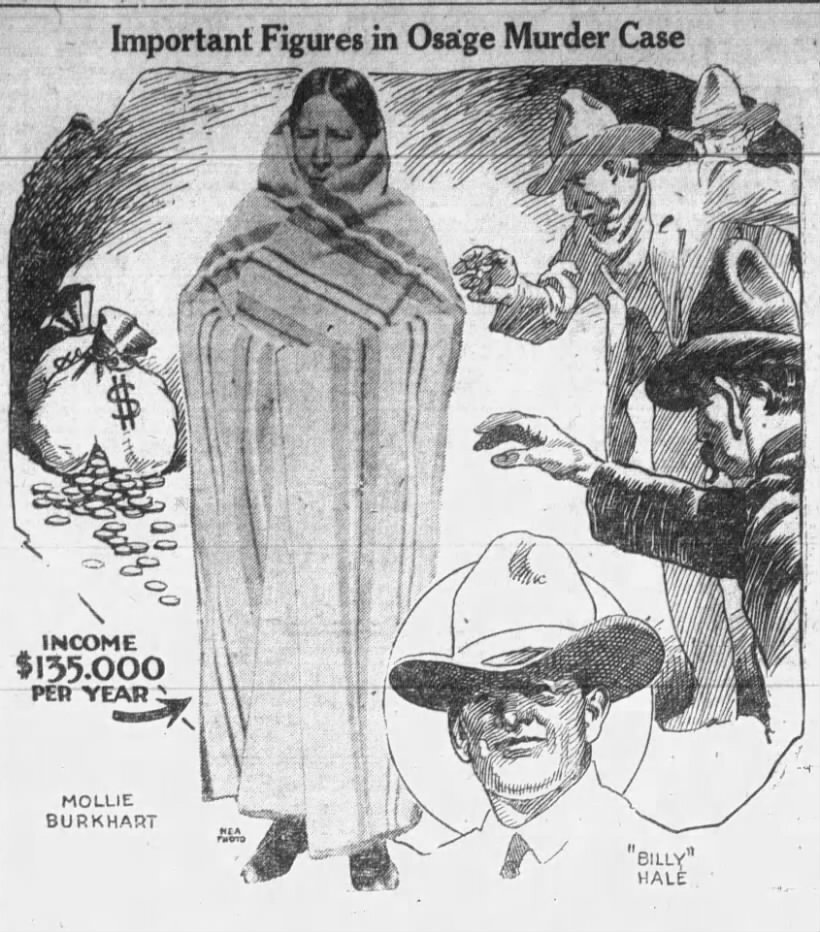
Cartum político retratando Mollie Kyle e William King Hale da edição de domingo do Enid Morning News em 7 de fevereiro de 1926.

Em 1917, Mollie casou-se com Ernest Burkhart, sobrinho de William King Hale. O casal teve três filhos: Elizabeth, James e Anna. Anna morreu de tosse convulsa quando criança. Após o casamento, Ernest e Hale conspiraram para matar a família de Mollie a fim de obter o controle de seus direitos de cabeça Osage, no que se tornaria o mais famoso dos assassinatos dos indígenas osages.
Em 1918, sua irmã, Minnie Smith, morreu de uma "doença devastadora", que agora se acredita ter sido envenenada. Anna Brown, outra irmã, foi baleada e morta em maio de 1921. No mês seguinte, sua mãe morreu. Outra irmã, Reta Smith, foi morta em uma explosão ao lado de seu marido, Bill Smith, e governanta em 1923. Seu primo, Henry Roan, foi morto no mesmo ano. Os investigadores eventualmente vincularam as mortes a Ernest e Hale, e os dois foram presos. Após a prisão do marido, ela se recuperou de uma "doença devastadora", que hoje se acredita ter sido um envenenamento. Ela se divorciou de Ernest em 1926, depois que ele confessou seu papel nos assassinatos. Mollie foi interpretada por Lily Gladstone no filme de 2023 de Martin Scorsese, Killers of the Flower Moon, que se concentra nos assassinatos.

## Vida e morte posteriores
Ela se casou com John Cobb em 1928. Em 1931, Mollie processou com sucesso o fim de sua tutela e ganhou o controle da riqueza de sua família. Ela morreu em 16 de junho de 1937 e está enterrada no cemitério Greyhorse Indian Village, no condado de Osage.